# 남원 실상사 동종
남원 실상사 동종(南原 實相寺 銅鐘)은 전북특별자치도 남원시, 실상사 경내에 있는 높이 123cm, 입 지름 83cm의 종이다. 1992년 6월 20일 전라북도의 유형문화재 제137호로 지정되었다.

## 개요
실상사 경내에 있는 높이 123cm, 입 지름 83cm의 종이다.
종을 매다는 고리는 용이 종머리를 딛고 있는 형상이며, 소리의 울림을 도와주는 용통은 간략화 된 용이 꼬리를 휘감은 모양을 하고있다. 몸통 위쪽은 원안에 범자를 양각한 문양을 12곳에 배치하였다. 그 아래 사각형을 이룬 유곽이 4면에 있으며, 사이사이에 두 손으로 꽃가지를 잡고 보관을 쓴 보살상이 1구씩 배치되었다. 유곽의 테두리는 덩굴무늬로 장식되었고, 안쪽으로는 꽃 모양의 유두 9개가 있다.
종에 새긴 글을 통해 조선 숙종 20년(1694)에 만들었음을 알 수 있다.

## 같이 보기
- 실상사

## 참고 자료
- 실상사동종 - 국가유산청 국가유산포털